# Franklinville (villa)
Franklinville es una villa ubicada en el condado de Cattaraugus en el estado estadounidense de Nueva York. En el año 2000 tenía una población de 1,855 habitantes y una densidad poblacional de 670 personas por km².

## Geografía
Franklinville se encuentra ubicada en las coordenadas 42°20′15″N 78°27′26″O / 42.33750, -78.45722.

## Demografía
Según la Oficina del Censo en 2000 los ingresos medios por hogar en la localidad eran de $36,711, y los ingresos medios por familia eran $27,093. Los hombres tenían unos ingresos medios de $21,490 frente a los $13,600 para las mujeres. La renta per cápita para la localidad era de $22,348. Alrededor del 11.4% de la población estaban por debajo del umbral de pobreza.